# 鈴木庸介
鈴木 庸介（すずき ようすけ、1975年（昭和50年）11月21日 - ）は、日本の政治家。立憲民主党所属の衆議院議員（2期）。
立憲民主党副幹事長、外務委員会次席理事など歴任。

## 来歴
東京都豊島区北大塚出身。豊島区立西巣鴨小学校卒業。
立教大学経済学部在学中、レスリング部キャプテン。
学生時代にボスニア・ヘルツェゴビナ、アフガニスタン、パレスチナなどをまわり、戦争の理不尽に政治家を志す。特にルワンダの地下墓地で向き合った腐敗した子供の頭部が、心に"痛み以上の覚悟"をもたらしたと語っている。大学卒業後、NHKに記者として入局。
NHKでは主に事件記者としてオウム真理教事件や北朝鮮による日本人拉致事件などを担当。
2007年にNHK退職後、コロンビア大学大学院で黒人初のニューヨーク市長、デイヴィッド・ディンキンズ教授に師事、その後ロンドン・スクール・オブ・エコノミクスに転籍。　MPA（行政学修士号）を2つ持つ。

## 政界へ
帰国後、3年間のニート生活。
その後、地元豊島区で外国人向けシェアハウスの会社や飲食店を起業。立教大学経済学部兼任講師や国交省の観光アドバイザーを経て2015年12月、民主党東京10区支部長に就任。
2016年10月、小池百合子衆議院議員の東京都知事転出に伴う、衆議院東京10区補欠選挙に民進党公認で立候補したが自由民主党公認の若狭勝に敗れ落選。
2017年9月28日、民進党は第48回衆議院議員総選挙に向け、公認候補を擁立せず、小池率いる希望の党に合流する方針を決定。10月1日、鈴木は「小池さんの『排除の理論』が許せない。政治家として尊敬してきたが、私は誰1人置いていかない、誰もが居場所のある社会を作りたい」「やはり、若狭さんと戦いたい」などと述べ、無所属でも東京10区から立候補する意向を示した。10月2日、民進党代表代行（当時）の枝野幸男が新党立憲民主党を立ち上げる意向を表明すると、同日に鈴木は同じ都内の民進党支部長である松尾明弘、吉田晴美らと記者会見を行い、立憲民主党から立候補する意向を表明した。
同年10月22日、投開票の結果、若狭の得票数こそ上回ったものの、自民党が若狭への刺客として擁立した鈴木隼人に次点で敗れ、重複立候補していた比例東京ブロックでも次々点で落選した。
2021年10月の第49回衆議院議員総選挙に再び東京10区から立憲民主党公認で立候補し、鈴木隼人に敗れるも比例復活で初当選した。
2024年10月の第50回衆議院議員総選挙でも東京10区から立憲民主党公認で立候補し、豊島区では鈴木隼人を得票数で上回るも、文京区では下回って591票差で敗れたが、比例復活で2期目当選した。小選挙区では最後の当選が確定した選挙区となった。

## 国会議員として
2021年10月の第49回衆議院議員総選挙に再び東京10区から立憲民主党公認で立候補し、鈴木隼人に敗れるも比例復活で初当選した。枝野幸男代表の辞任に伴う代表選挙（11月30日実施）では小川淳也の推薦人に名を連ねた。
2022年1月6日に、新型コロナウイルスに感染していることが分かった。のどの痛みを訴えたため、前日に検査していた。17日に召集された第208回国会には登院している。
ウクライナ避難民に関する問題について、当初日本政府は、ロシアのウクライナ侵攻時、コロナ対策を理由に避難民を受け入れず、在ウクライナ日本人の親戚についても一切ビザを出さなかった。2022年3月1日の法務委員会で鈴木が追及。官僚が否定的な答弁を重ねる中、法務大臣がその場で「私の責任でやる」と断言するという、委員会質疑では異例の展開となった。翌2日、岸田文雄内閣総理大臣がウクライナ避難民の全面的な受け入れを発表
外国人技能実習制度について、最低賃金で張り付く実習生や留学生が数十万人いることで日本人の昇給の足を引っ張っていることなどを論じ、外国人技能実習制度の廃止を法務委員会で強く要求。質疑の直後、政府は専門家会議の結論を待たずして、実習制度の廃止を決定。
2023年8月2日に東京で開かれたプーチン政権後におけるロシアから独立を目指す勢力「ロシア後の自由な民族フォーラム」に主催者の一人として参加。ロシアの脱植民地化と脱帝国化、並びに北方領土問題即時解決を目指す「東京宣言」に署名している。

### 議員立法
- 新たな在留資格法案「戦争等避難者」を筆頭提出者として提出[20][21][22][23]。
- 「国賠法の求償権行使を促進する法案」を共同提出[24]。

### 戦時中のウクライナへ入国
2022年7月、鈴木はポーランド経由で単独ウクライナに入国、キーウで現地政府高官や軍関係者と会談。立憲民主党は退避勧告の出ている地域に入国したとして、政調会長補佐などの党役職を1カ月間停止する処分を決めた。鈴木はその後質問主意書や国会の審議で度々ウクライナについて言及しているほか、Youtubeなどでも報告している。戦時中の退避勧告の出ている地域に行った理由については本人は直接明らかにしておらず、憶測が飛び交う事態となった。

## 人物
- タレントの井上咲楽は鈴木庸介について「とても人間味がある」と人柄を評している[31]。
- 企業や業界団体からの政治献金を受け取らないほか、政治資金パーティーも一切開かないことを言明している[32]。

## 政策・主張

### 憲法問題
- 憲法9条への自衛隊の明記について、2021年のアンケートで「反対」と回答[33]。
- 安全保障関連法の成立について、2017年のアンケートで「評価しない」と回答[34]。

### ジェンダー問題
- 選択的夫婦別姓制度の導入について、2017年のアンケートでは「どちらかといえば賛成」と回答[34]。2021年のアンケートでは「賛成」と回答[35]。
- 同性婚を可能とする法改正について、2021年のアンケートで「賛成」と回答[33]。
- 「LGBTなど性的少数者をめぐる理解増進法案を早期に成立させるべきか」との問題提起に対し、「賛成」と回答[35]。
- クオータ制の導入について、2021年のアンケートで「賛成」と回答[33]。

### その他
- 「原子力発電への依存度について今後どうするべきか」との問題提起に対し、2021年のアンケートで「ゼロにすべき」と回答[33]。
- 新型コロナウイルス対策として、消費税率の一時的な引き下げは「必要」と回答[33]。
- 安倍内閣による森友学園問題・加計学園問題への対応について、2017年のアンケートで「評価しない」と回答[34]。

## 選挙歴
| 当落 | 選挙                     | 執行日         | 年齢 | 選挙区               | 政党       | 得票数     | 得票率 | 定数 | 得票順位 /候補者数 | 政党内比例順位 /政党当選者数 |
| ---- | ------------------------ | -------------- | ---- | -------------------- | ---------- | ---------- | ------ | ---- | ------------------ | ---------------------------- |
| 落   | 第47回衆議院議員補欠選挙 | 2016年10月23日 | 40   | 東京10区             | 民進党     | 4万7141票  | 37.50% | 1    | 2/3                | /                            |
| 落   | 第48回衆議院議員総選挙   | 2017年10月22日 | 41   | 東京10区             | 立憲民主党 | 7万168票   | 28.77% | 1    | 2/6                | /                            |
| 比当 | 第49回衆議院議員総選挙   | 2021年10月31日 | 45   | 比例東京（東京10区） | 立憲民主党 | 10万7920票 | 41.06% | 1    | 2/5                | 2/4                          |
| 比当 | 第50回衆議院議員総選挙   | 2024年10月27日 | 48   | 比例東京（東京10区） | 立憲民主党 | 9万2899票  | 38.40% | 1    | 2/4                | 1/5                          |